# Itaueret
Itaueret ("Ita, la més gran") va ser una princesa egípcia de la XII Dinastia (cap al 1850 aC.). Possiblement era una filla d'Amenemhet II, ja que la seva sepultura era al costat de la piràmide d'aquest rei a Dashur.

## Sepultura
La seva tomba es va trobar intacte. Contenia un fèretre de fusta decorat amb làmines d'or a l'exterior i amb textos a l'interior, i un vas canopi amb textos religiosos i el nom de la princesa. També s'hi van trobar alguns ornaments personals d'Itaueret i la notable figura de fusta d'un cigne.
La ubicació de la tomba podria indicar que era filla d’Amenemhet II, tot i que no hi ha proves definitives que ho puguin corroborar.